# Rankweil
Rankweil (in alemanno Rããnkl) è un comune austriaco di 11 731 abitanti nel distretto di Feldkirch, nel Vorarlberg; ha lo status di comune mercato (Marktgemeinde).